# Mimcochylis
Mimcochylis es un género de polillas tortrícidas categorizado en la tribu Cochylini, de la subfamilia Tortricinae. Fue descrito por Józef Razowski en 1985.

## Especies
- Mimcochylis ochroplasta Razowski, 1985
- Mimcochylis plagiusa Razowski, 1985
- Mimcochylis planola Razowski, 1985
- Mimcochylis plasmodia Razowski, 1985